# 샘 잭슨
샘 잭슨(Sam Jackson, 1993년 10월 ~ )은 잉글랜드의 배우이다. 《스킨스》에서 앨릭스 헨리 역으로 잘 알려져 있다.